# Faixa estendida de FM no Brasil
No Brasil, a faixa estendida FM, abreviado como eFM, refere-se à extensão da faixa de transmissão FM entre 76,1 e 87,3 MHz, além da faixa convencional de 87,5 a 108 MHz que era usada anteriormente. O espectro recuperado foi anteriormente usado para transmitir os canais de televisão VHF 5 e 6 antes da transição para a televisão digital do país, que foram desativadas e não estavam mais em uso, para que as rádios AM fossem migradas para o FM. As primeiras emissoras iniciaram as transmissões em 7 de maio de 2021.

## História
A ideia de reaproveitar a frequência de uso dos antigos canais 5 e 6 VHF, desativadas pela transição para a TV Digital Aberta (ISDB-T) para radiodifusão sonora foi lançada no Brasil em 2013, como forma de dar suporte às emissoras AM, migrando suas transmissões para o FM; foi quando a presidente Dilma Rousseff assinou o decreto 8139 que estabeleceu o fim das transmissões AM (ondas médias) e a migração das rádios para o FM. Desde então, 1.720 das 1.781 emissoras de rádio AM do país solicitaram migração, inclusive em áreas onde não foi possível adicionar mais estações FM.  A Jovem Pan News de São Paulo foi autorizada pelo Ministério das Comunicações a realizar testes em 84,7 MHz em 2014. 
Em 2017, foi editado um decreto que exigia que todas as novas rádios produzidas na Zona Franca de Manaus a partir de 1º de janeiro de 2019 passassem a incluir a sintonia da faixa estendida.  Em 2019, alguns fabricantes de automóveis novos, incluindo Ford e Hyundai, e o fabricante de aparelhos de som Pioneer Corporation começaram a produzir receptores de rádio que suportavam a nova faixa.  As novas regras de fabricação de receptores de rádio da Agência Nacional de Telecomunicações (ANATEL) entraram em vigor em 3 de novembro de 2020. 
As novas frequências apoiarão a migração AM-FM em partes do Brasil onde não há espaço suficiente para migrar estações apenas na banda padrão, o que é o caso em 14 estados.  No entanto, eles não estarão acessíveis em todos os receptores de rádio, incluindo smartphones, se estes não puderem ser atualizados ou substituídos. 
Em 7 de maio de 2021, as dez primeiras emissoras começaram a transmitir na faixa estendida. Cinco, todas em 87,1 MHz, são de propriedade da emissora pública Empresa Brasil de Comunicação (EBC). Desses cinco, quatro estão sendo utilizados para retransmitir o serviço AM da Rádio Nacional, enquanto o quinto foi destinado à Rádio MEC de Brasília, que já contava com a Rádio Nacional AM na faixa FM. As outras cinco estações são estações AM existentes. 